# شهرداری تلاوی
تلاوی (گرجی: თელავის მუნიციპალიტეტი) یکی از شهرداری‌های گرجستان  در استان کاختی است. مرکز اداری آن تلاوی است. این شهرداری در سال ۲۰۱۴ میلادی ۳۸۷۲۱ نفر جمعیت داشته است.
جمعیت: ۷۰۵۸۹ (سرشماری ۲۰۰۲)
مساحت: ۱۰۹۵ کیلومتر مربع